# Стрілка Меркурія
Стрілка Меркурія (Coenagrion mercuriale) — вид бабок з родини стрілкових (Coenagrionidae).

## Таксономія
Стрілка Меркурія — один з 36 видів палеарктичного роду, один з 5 видів роду у фауні України.
Популяція виду в Італії іноді розглядається як окремий підвид Coenagrion mercuriale castellanii, але відмінності підвиду від виду не є суттєвими.

## Поширення та чисельність
Головним чином, це атлантично-середземноморській вид, в інших кліматичних зонах чисельність та щільність виду знижується. Основний район поширення простягається від Франції (за винятком північного заходу) до Північної Африки: Марокко, Алжир, Туніс. Саме в цих країнах знаходиться значна популяція виду, але спостерігається безперервне зниження чисельності у Франції та Іспанії, де інтенсивна сільськогосподарська діяльність переміщується з луків на зрошувані землі.
Ареал виду поширюється також на Західну Європу (до південних районів Великої Британії) та Закавказзя (південь Вірменії та південь Азербайджану).
В Україні поодинокі особини були виявлені на території природного заповідника «Дунайські плавні» у 1976—1978 рр.

## Морфологічні ознаки

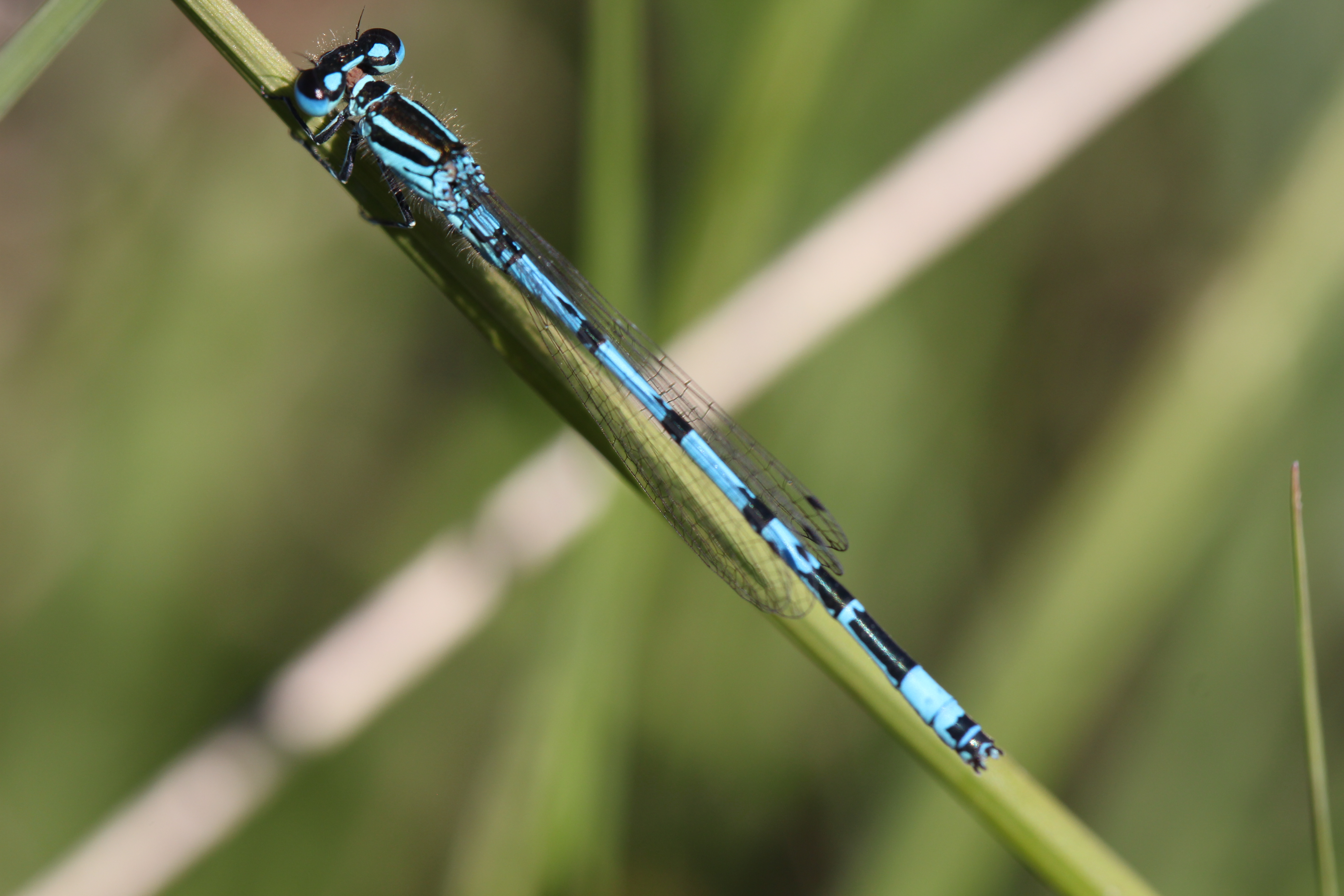
Стрілка Меркурія

Вид отримав свою назву, mercuriale, через малюнок на другому сегменті черевця, що нагадує астрологічний символ планети Меркурій — ☿.
Самці — особини блакитного та чорного кольору, самки — зеленого або синього кольору і трохи світліше, ніж самці. У міру старіння колір самиць стає коричневим. Крила у комах прозорі з невеликими чорними мітками на кінцях.

## Особливості біології
Місцем перебування виду є річки з повільною течією, заболочені струмки, ставки.
Вид має дворічну генерацію. В червні-липні самиця відкладає яйця у тканини водяних рослин або у намул біля берегів водойм. Ембріональний розвиток яєць триває 3-4 тижні. Личинки з'являються наприкінці літа. Розвиток бабки від личинки до стадії дорослої особини займає 2 роки. Повільний розвиток личинок зумовлений низькою температурою води у місцях перебування. Личинка перед зимівлею проходять 8-9 линянь. Наступного літа триває розвиток личинок, і вони зимують удруге. Личинка є ненажерливим хижаком. Влітку личинки линяють востаннє і перетворюються на імаго. Літ імаго спостерігається з середини травня по серпень. Політ комахи проходить на висоті 0,6—2,1 м — на одному рівні з травою та іншою рослинністю. Максимальна висота підйому зафіксована на рівні 6,5 м.

## Заходи охорони
Причинами зменшення чисельності виду є меліоративні роботи, інтенсивні методи ведення сільського господарства, забруднення водойм, зменшення кількості слабопроточних водойм з придатним для розвитку личинок температурним режимом.
У 2-му виданні Червоної книги України (1994) вид мав природоохоронний статус — 1 категорія; реліктовий середземноморський вид. Вид охоронявся на території природного заповідника «Дунайські плавні». У 2009 році стрілка Меркурія була виключена з Червоної книги України.
МСОП включив Coenagrion mercuriale до Червоного списку зі статусом  NT  (Near Threatened) — Близький до загрозливого стану. З тією ж природоохоронною категорією  NT  вид включений до Європейського Червоного списку (англ. European Red List of Dragonflies).
За оцінками МСОП, вид знаходиться під загрозою зникнення у Великій Британії, Швейцарії, Італії, Алжирі, Тунісі, Словаччині; на межі зникнення — в Австрії, Бельгії, Німеччині, Ліхтенштейні. Вид є вимерлим у Люксембурзі, Нідерландах і Словенії. Інформація про стан виду в Чехії та Болгарії перевіряється. Дані з Албанії, Угорщини, Молдови та Румунії про наявність виду та його стан зараз розглядаються у МСОП як помилкові.
Крім того, Coenagrion mercuriale охороняється в Європі і занесений до Додатку ІІ Бернської конвенції (охоронна категорія: вид підлягає особливій охороні).
За прогнозом МСОП, погіршення стану популяції виду відбудеться протягом найближчих 20 років.